# Jackpot (band)
Jackpot was een Amsterdamse popgroep die bestond van 1972 tot 1977. Hun bekendste hits waren Is everybody happy en One and one is two.

## Biografie
Henny Eskes en Cees van den Berge kennen elkaar al vanaf 1961, toen ze samen in het dansorkest Music Strings zaten. Met dit orkest brachten ze in 1966 de single La me da ma doen dan uit, maar dat werd geen groot succes. Eind jaren zestig en begin jaren zeventig waren ze actief in de begeleidingsband van Ben Cramer. In 1972 richtten Eskens en Van den Berge samen met Con de Vries en Lex Kroon de groep Jackpot op en Eddy Ouwens werd hun producer. Ouwens schreef ook alle muziek en teksten voor de groep. Dit deed hij onder het pseudoniem A. Brikoos. In een interview met Radio M Utrecht gaf Ouwens toe dat hij zelf de zanger is van een aantal Jackpot hits.
De groep werd bekend door hun toegankelijke en meezingbare hits. Na een matig succesje in 1973 met de single Ginny Ginny brak de groep in 1974 door met het nummer Is everybody happy dat een klein half jaar later werd opgevolgd door One and one is two. In de Nederlandse hitparade haalden beide nummers de top 10 en in de Vlaamse BRT Top 30 werden beide nummers zelfs nummer 1-hits. Ondanks deze grote successen verkocht hun debuutalbum Everybody happy with Jackpot matig. Met de singles en albums die volgden, lukte
het niet om nog grote hits te scoren. Alleen Coco (Not coming today) en Sing my lovesong halen nog de Top 40 en de Nationale Hitparade. In 1977 stapte drummer Lex Kroon uit de groep en werd vervangen door Arnaldo Galli uit de groep Cardinal Point. De vervanging kwam echter aan de late kant, want toen dat jaar ook de discoversie van Is everybody happy en het album Win with Jackpot niets deden, besloot de groep uit elkaar te gaan.

## Bezetting
- Henny Eskes
- Cees van den Berge
- Con de Vries
- Lex Kroon

## Discografie

### Elpees
Everybody happy with Jackpot

### Singles
| Single met eventuele hitnotering(en) in de Nederlandse Top 40 | Datum van verschijnen | Datum van binnenkomst | Hoogste positie | Aantal weken | Opmerkingen                   |
| ------------------------------------------------------------- | --------------------- | --------------------- | --------------- | ------------ | ----------------------------- |
| Ginny Ginny                                                   |                       | 18-8-1973             | 24              | 4            | #28 in de Daverende Dertig    |
| Is everybody happy                                            |                       | 12-1-1974             | 6               | 13           | #6 in de Daverende Dertig     |
| One and one is two                                            |                       | 8-6-1974              | 9               | 8            | #11 in de Daverende Dertig    |
| Dance dance dance                                             |                       | 7-12-1974             | 31              | 5            |                               |
| Coco (Not coming today)                                       |                       | 7-6-1975              | 14              | 7            | #13 in de Nationale Hitparade |
| Sing my lovesong                                              |                       | 8-5-1976              | 27              | 5            | #25 in de Nationale Hitparade |

| Single met hitnotering(en) in de Vlaamse Ultratop 50 | Datum van verschijnen | Datum van binnenkomst | Hoogste positie | Aantal weken | Opmerkingen      |
| ---------------------------------------------------- | --------------------- | --------------------- | --------------- | ------------ | ---------------- |
| Is everybody happy                                   |                       | 1974                  | 1               |              | in de BRT Top 30 |
| One and one is two                                   |                       | 1974                  | 1               |              | in de BRT Top 30 |
| Dance dance dance                                    |                       | 1974                  | 12              |              | in de BRT Top 30 |
| Coco (Not coming today)                              |                       | 1975                  | 14              |              | in de BRT Top 30 |
| Sing my lovesong                                     |                       | 8-5-1976              | 27              |              | in de BRT Top 30 |

## Trivia
In 2016 was Is everybody happy veelvuldig te horen in de radioreclame van Jumbo Supermarkten.